# Phytometra
Phytometra is een geslacht van vlinders uit de familie van de spinneruilen (Erebidae).

## Soorten
- P. africana (Snellen, 1872)
- P. afromontana Hacker, 2019
- P. amata (Butler, 1879)
- P. angensteini Hacker, 2019
- P. apicata Barnes & McDunnough, 1916
- P. asantesana Hacker, 2019
- P. carnea (Prout A. E., 1922)
- P. conicephala (Staudinger, 1870)
- P. coniota (Hampson, 1926)
- P. curvifera (Hampson, 1926)
- P. digramma (Walker, 1866)
- P. duplicalis (Walker, 1866)
- P. ernestinana Blanchard, 1840
- P. erythroxantha Hacker, 2019
- P. euchroa Hampson, 1918
- P. flavissima (Hacker & Saldaitis, 2010)
- P. formosalis Walker, 1866
- P. fragilis (Butler, 1875)
- P. gemina Hacker, 2019
- P. granulata Hacker, 2019
- P. haemaceps (Hampson, 1910)
- P. haematoessa (Hampson, 1910)
- P. helesusalis (Walker, 1859)
- P. heliriusalis (Walker, 1859)
- P. heostrophis Dyar, 1919
- P. hypopsamma (Hampson, 1926)
- P. laevis Swinhoe, 1901
- P. lentistriata (Hampson, 1910)
- P. luna Zerny, 1927
- P. magalium (Townsend, 1958)
- P. melanoceps Hacker, 2019
- P. melanosticta Hacker, 2016
- P. microptera (Hacker & Stadie, 2016)
- P. nigrogemmea Romieux, 1943
- P. nyctichroa (Hampson, 1926)
- P. obliqualis Dyar, 1912
- P. olivescens (Hampson, 1910)
- P. opsiphora (Hampson, 1926)
- P. orgiae Grote, 1875
- P. ossea (Saalmüller, 1891)
- P. pentheus Fawcett, 1916
- P. purpureofusca (Hacker, 2016)
- P. pyralomima (Wiltshire, 1961)
- P. reflecta Hacker, 2019
- P. rhodarialis Walker, 1859
- P. rhodopa (Bethune-Baker, 1911)
- P. rosinans (Lucas D., 1938)
- P. rufifusca Hacker, 2019
- P. sacraria (Felder & Rogenhofer, 1874)
- P. sanctiflorentis (Boisduval, 1834)
- P. saecularia Hacker, Fiebig & Stadie, 2019
- P. semipurpurea Walker, 1863
- P. silona (Schaus, 1893)
- P. signifera (Hampson, 1926)
- P. steeleae Hacker, 2019
- P. straminea (Hampson, 1926)
- P. subflavalis (Walker, 1865)
- P. umbrifera (Hampson, 1910)
- P. viridaria (Clerck, 1759) - Purperuiltje
- P. xanthoptera (Hampson, 1894)
- P. zotica (Viette, 1956)